# ديف شي
ديف شي (بالإنجليزية: Dave Shea)‏ هو معلق رياضي أمريكي، ولد في عقد 1950.